# ヴァルター・オームゼン
ヴァルター・オームゼン（Walter Ohmsen, 1911年6月7日 - 1988年2月19日）は、ドイツの海軍軍人。第二次世界大戦中、ヨーロッパ要塞の守備隊員として1944年6月6日のノルマンディー上陸作戦（オーバーロード作戦）を迎え、ユタ・ビーチのクリスベック砲兵陣地を米第4歩兵師団による攻撃から防衛した戦功により騎士鉄十字章を受章した。

## 軍歴
1911年、エルムスホルンにて生を受け、ヴァイマル共和国時代の1929年4月1日にシュトラールズントにて共和国海軍(Reichsmarine)に入隊した。1933年4月1日には一等水兵(Matrosengefreiter)となり、1934年9月1日には船舶勤務兵曹(Bootsmannmaat)に昇進を果たす。1934年12月12日からは戦艦シュレスヴィヒ・ホルシュタイン、練習船ゴルヒ・フォック、練習艦カール・ツァイス(Carl-Zeiss)、魚雷艇T-153号、軽巡洋艦ケーニヒスベルクなどで小隊長や中隊長として勤務。1935年11月1日に船舶勤務一等兵曹(Oberbootsmannsmaat)、1936年9月1日に船舶勤務上等兵曹(Bootsmann)、1940年7月1日に船舶勤務兵曹長(Stabsoberbootsmann)に昇進。1941年4月20日には剣付二級戦功十字章を受章している。その後、戦時昇進士官候補(Kriegsoffiziersanwärter)に選出され、間もなくして海軍砲兵少尉(Leutnant der Marineartillerie)に昇進し、1942年1月1日には中尉(Oberleutnant)に昇進している。1944年1月1日よりザスニッツの海軍砲兵学校にて遠隔測定法の教官を務める。

### ノルマンディー侵攻
1944年2月1日、オームゼンはクリスベック砲兵陣地の指揮官に任命された。上級部隊は第260海軍砲兵大隊( Marine-Artillerie-Abteilung 260)で、この陣地にはオームゼンを含む将校3名、下士官24名、兵卒287名の合計314名の海軍将兵が駐屯していた。これに加え、第709歩兵師団第919擲弾兵連隊第6中隊よりガイスラー少尉(Geissler)率いる400名程度の陸軍将兵が増援として派遣されていた。

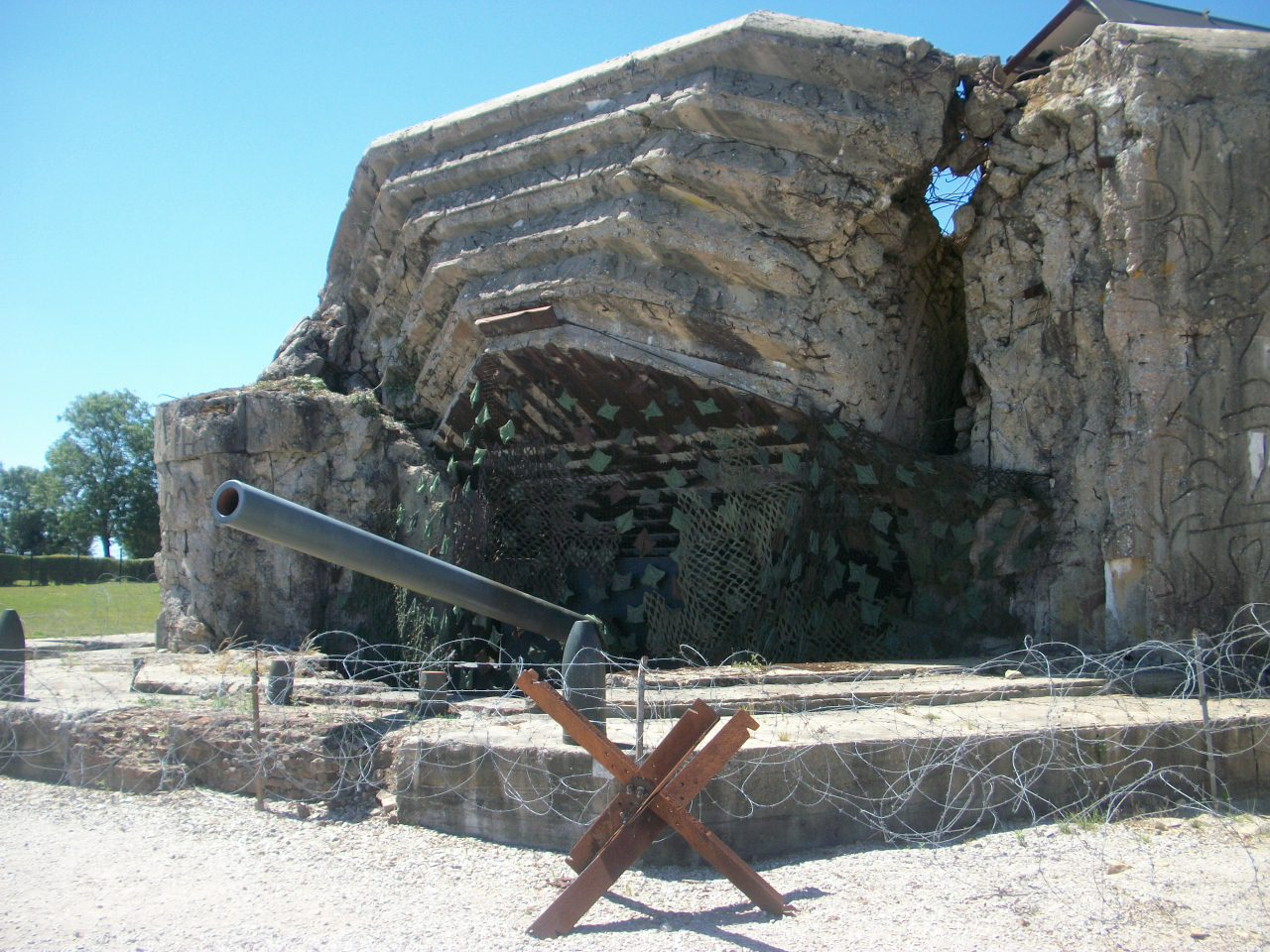
クリスベック砲兵陣地第19砲郭。2010年6月18日撮影。

1944年6月6日午前5時00分、オームゼンは砲兵陣地に備え付けられた測距儀を通して連合軍艦隊を目視する。彼はすぐにシェルブールの海軍司令部へ通報し、まもなく大西洋沿岸全てのドイツ軍陣地へ警報が発せられた。彼が後に受章する騎士鉄十字章の勲記と1944年6月15日付のドイツ新聞の記事によれば、オームゼンはノルマンディーにて連合軍の侵攻艦隊を発見した最初の軍人であったとされる。午前5時52分、オームゼンに砲撃命令が下る。この時点で連合軍艦隊と砲兵陣地の距離は17km程度であった。午前5時55分、オームゼンの指揮の元、砲兵陣地が砲撃を開始。米重巡タスカルーサおよびクインシー、米戦艦ネバダとの激しい砲戦を行う。午前6時30分、米駆逐艦コリーを撃沈。
午前8時00分、ネバダの砲撃が砲郭の1つに命中。この時点で、元々オマハ・ビーチの上陸支援に従事していた米戦艦テキサスおよびアーカンソーが、クリスベック砲兵陣地を破壊するべくユタ・ビーチへと移動していた。午前9時00分、3隻の戦艦による艦砲射撃の中、ネバタから放たれた砲弾が1つの砲郭の内部で炸裂、詰めていた将兵全員が戦死する。これにより2つ目の砲郭が沈黙した。海岸から10kmほど離れた箇所にあった第24砲郭は艦砲射撃に耐えぬき、午前11時00分より第5抵抗面(Widerstandsnest 5)に指定されていた浜辺への直接砲撃を開始し、上陸最中の米軍部隊に大打撃を与えた。
6月7日午前7時00分、砲兵陣地と侵攻艦隊との砲戦が続く中、米第4歩兵師団第22歩兵連隊第1大隊はクリスベック砲兵陣地およびサン＝マルクフへの攻撃に乗り出した。最初の攻勢において第1大隊はサン＝マルクフへの侵入に成功するも、クリスベック砲兵陣地から75mm高射砲の水平射撃を受けて足止めされる。そしてドイツ軍はアズヴィル砲兵陣地からシュナイダー105mmカノン砲による援護を受けつつ反撃を行い、米第1大隊長トム・シールズ大尉(Tom Shield)は大隊に撤退を命じた。アメリカ軍は午後になってから野砲を展開し、砲兵陣地への砲撃を開始する。アメリカ側の砲撃は夜通し行われた。
こうした激戦が行われている最中の6月7日朝、オームゼンはアメリカの攻撃を退けた戦功により二級鉄十字章を受章している。同日夕方にはシェルブールの司令部より一級鉄十字章の授与が決定した旨の電話連絡を受けた。
6月8日午前10時00分、米第1大隊が砲兵陣地に対する攻勢を再開してサン＝マルクフを制圧する。午後1時30分、砲兵陣地に対して20分にわたる艦砲射撃が加えられ、野砲部隊による砲撃がこれに続く。この最中、オームゼンは左手を負傷しており、また最後の210mm砲も破壊されてしまった。アメリカ軍はまもなく砲兵陣地周辺に展開し、午後4時00分頃よりドイツ兵が立てこもる退避壕の爆破に着手した。これを目の当たりにしたオームゼンは未だ4門の105mm砲を有するアズヴィル砲兵陣地に対し、クリスベック砲兵陣地へ砲撃を加えるように命じた。まもなくして砲撃が始まるとアメリカ軍は大混乱に陥り、オームゼンはガイスラー少尉ら陸軍部隊と共に反撃に乗り出す。これによりアメリカ軍は砲兵陣地から南に1.2kmに位置するデンヴィルの集落まで撤退を余儀なくされた。この反撃で攻勢に参加していた米軍のうち15％が死傷し、98名が捕虜となった。
6月11日朝までに、オームゼン指揮下の部隊は全ての弾薬と医薬品を使い果たし、また全ての火砲が破壊されていた。同日午後、ヴァルター・ヘネッケ海軍少将より電話があり、生存者を率いて脱出を試みよとの命令が下された。オームゼンは21人の負傷兵と126人の米軍捕虜を陣地内に残し、78人の将兵と共に米軍の包囲を突破、およそ8km離れたオームヴィル＝レストルの友軍前線への到達に成功した。
6月12日、前日に上陸したばかりの米第9歩兵師団がクリスベック砲兵陣地攻撃に割り当てられる。午前8時30分、第9師団第93歩兵連隊が砲兵陣地に突入するも、既に守備隊は1人も残っていなかった。この陣地を守るために307人のドイツ将兵が戦死し、またこの陣地を奪う為に同数かそれ以上のアメリカ将兵が戦死した。
6月14日、オームゼンらはモルサリーヌに移り、またここでオームゼンは騎士鉄十字章を授与された。その後、オームゼンらは歩兵中隊に再編されシェルブールの戦いに参加した。6月26日、アメリカ軍の捕虜となる。1946年3月15日、釈放。

## その後

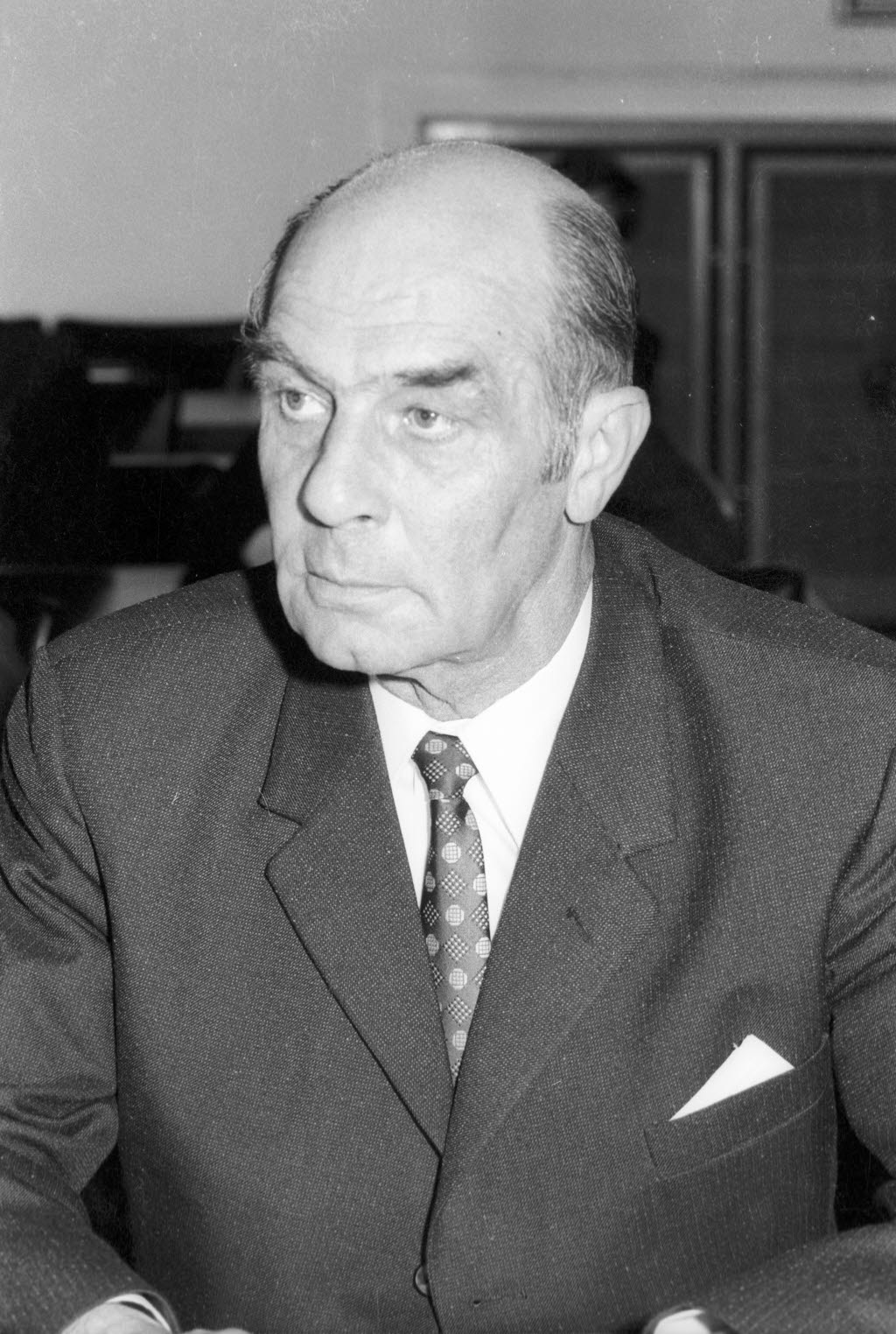
ヴァルター・オームゼン（1970年）

戦後、オームゼンはシュレースヴィヒ＝ホルシュタイン州農務省職員として勤務した。1954年には同州州議会議員に立候補した。しかし立候補演説の折に当時の州首相フリードリッヒ＝ヴィルヘルム・リュプケに対する非難を行い、州首相侮辱の罪で農務省を解雇されている。1956年3月16日、ドイツ連邦海軍に大尉(Kapitänleutnant)として復帰。1957年11月15日には少佐(Korvettenkapitän)、1965年8月13日には中佐(Fregattenkapitän)に昇進。1967年9月30日に退役。
1968年から1978年にかけて、オームゼンはオリンピックセーリング競技の組織委員を務め、その他にも多くのセーリングやレガッタ競技のイベントに関与した。また1970年から1978年まで、キール市議会顧問として戦争被害者の支援に携わった。こうした貢献から、フォン・シュタイン男爵記念メダルや二級ドイツ連邦共和国功労勲章などを受章している。娘が3人いた。1988年2月19日、キールにて死去。

## 受章
- 鉄十字章 （1939年版）
  - 二級鉄十字章（1944年6月7日）[2]
  - 一級鉄十字章（1944年6月7日）[2]
  - 騎士十字章（1944年6月14日）[13]
- 剣付二級戦功十字章（1941年4月20日）[1]
- フォン・シュタイン男爵記念メダル（ドイツ語版） [10]
- 二級ドイツ連邦共和国功労勲章[10]

## ノート
1. ↑  共和国海軍は1935年6月1日にドイツ国防軍の一軍種たる海軍(Kriegsmarine)に改組される。
2. ↑  1944年8月21日正午頃、第19砲郭に格納されていた210mm砲弾および装薬が大爆発を起こした。この爆発で1ダース以上のアメリカ兵が死亡、ジープ2両とGMCトラック1両が吹き飛んだ。後の調査により、砲郭内で米兵らが吸っていたタバコが引火し爆発を招いたと判明した[4]